# Nekrolog 1936
Nekrolog
◄◄
| ◄
| 1932
| 1933
| 1934
| 1935
| 1936 | 1937 | 1938 | 1939 | 1940 | ► | ►►
1. Quartal |
2. Quartal |
3. Quartal |
4. Quartal 
Weitere Ereignisse | Allgemeiner Nekrolog 1936
Die Beschreibung der verstorbenen Person sollte so kurz wie möglich gehalten sein und nur deren signifikante Tätigkeit(en) enthalten.
Neue Namen ggf. auch unter dem Geburts- und Sterbedatum, also etwa unter 1. Januar und im Geburts- und Sterbejahr (2024) eintragen (nur bei entsprechender großer Wichtigkeit). Für Beispiele siehe die schon vorhandenen Artikel.
Außerdem über die fünf zuletzt Verstorbenen, zu denen es einen ausreichend guten Artikel für eine Präsentation auf der Hauptseite gibt, nach der todesbedingten Überarbeitung der Artikel ggf. auch unter Wikipedia Diskussion:Hauptseite informieren und sie am besten auch in den anderen Wikipedia-Sprachversionen eintragen. Tipp: Regelmäßig bei news.google.de nach „ist tot“, „gestorben“ oder „verstorben“ suchen.
Wenn eine Person gestorben ist, gibt es viele Seiten zu dieser Person in der Wikipedia, die davon auch betroffen sind und entsprechend aktualisiert werden müssen. Beispiele: Namenübersichtsseite, Geburtsjahr, Geburtsort-Seiten und viele mehr.
Wie finde ich die betroffenen Seiten?
Im Suchfeld auf der linken Seite gibt man den Suchbegriff so ein: „Vorname Nachname“. Dann klickt man auf Volltext und alle Seiten mit entsprechendem Suchtext werden aufgerufen. Hier sieht man dann schnell, wo auch das Todesjahr Sinn macht oder sogar ein Teil des Artikels angepasst werden muss. Auch hilft das „Werkzeug“ auf der linken Seite sehr gut, um solche Seiten aufzufinden: „Links auf diese Seite“. Somit ist die Wikipedia wieder aktuell in allen Bereichen! Hinweis: bei Eintragung der Kategorie „Gestorben JAHR“ wird der Missbrauchsfilter 49 ausgelöst, was jedoch nicht schlimm ist. Siehe: Spezial:Missbrauchsfilter/49
Dies ist eine Liste von im Jahr 1936 verstorbenen bekannten Persönlichkeiten. Die Einträge erfolgen innerhalb der einzelnen Daten alphabetisch sortiert. Tiere sind im Nekrolog für Tiere zu finden.
Die Liste ist nach Quartalen aufgeteilt:
- Nekrolog 1. Quartal 1936: Januar, Februar und März
- Nekrolog 2. Quartal 1936: April, Mai und Juni
- Nekrolog 3. Quartal 1936: Juli, August und September
- Nekrolog 4. Quartal 1936: Oktober, November und Dezember

## Datum unbekannt
| Tag | Name                               | Beruf, bekannt als                                                                                                | Alter | Beleg |
| --- | ---------------------------------- | --- | ----- | ----- |
|     | James H. Anderson                  | US-amerikanischer Politiker                                                                                       |       |       |
|     | Leopold Armbruster                 | deutscher akademischer Bildhauer                                                                                  |       |       |
|     | Paul Bach                          | deutscher Schauspieler                                                                                            |       |       |
|     | Paul Baethcke                      | evangelischer Pfarrer und Heimatforscher                                                                          |       |       |
|     | Charles Alfred Ballance            | britischer Neurochirurg                                                                                           |       |       |
|     | William Barclay Peat               | schottischer Unternehmer                                                                                          |       |       |
|     | Wilhelm Bell                       | deutscher Baumeister und Bauunternehmer                                                                           |       |       |
|     | Héctor Belo                        | uruguayischer Fechter                                                                                             |       |       |
|     | Franz Xaver Bergmann               | österreichischer Bronzegießer und Künstler                                                                        |       |       |
|     | Erich Bischoff                     | deutscher Orientalist, Germanist, Religionsforscher, Autor und Übersetzer                                         |       |       |
|     | Miquel Blay i Fàbregas             | katalanischer Bildhauer                                                                                           |       |       |
|     | Conrad Böcker                      | deutscher Turner                                                                                                  |       |       |
|     | Harris Miller Branham              | US-amerikanischer Arzt                                                                                            |       |       |
|     | Sam R. Bratton                     | US-amerikanischer Politiker                                                                                       |       |       |
|     | Carl Bronner                       | deutscher Architekt, Maler und Autor                                                                              |       |       |
|     | Heinrich Bützler                   | deutscher Lehrer und Heimatforscher                                                                               |       |       |
|     | Italo Casella                      | italienisch-argentinischer Geiger                                                                                 | ≈74   |       |
|     | Adriano Cecchi                     | italienischer Maler                                                                                               |       |       |
|     | Eddie Connolly                     | kanadischer Boxer im Weltergewicht                                                                                |       |       |
|     | Michael J. Cullen                  | US-amerikanischer Unternehmer und Erfinder des Supermarkts                                                        |       |       |
|     | Dedas Lewana                       | georgischer Folk-Sänger                                                                                           |       |       |
|     | St. John Louis Hyde du Plat Taylor | britischer Lieutenant Colonel                                                                                     |       |       |
|     | Evert Eloranta                     | finnischer sozialistischer Politiker und Protagonist des finnischen Bürgerkrieges                                 |       |       |
|     | Emir Khaled                        | algerischer Politiker                                                                                             |       |       |
|     | Maximilien d’Erp                   | belgischer Botschafter                                                                                            |       |       |
|     | Walter Eschenbach                  | deutscher Organist und Kirchenmusiker                                                                             |       |       |
|     | Arthur von Ferraris                | österreichisch-ungarischer Maler                                                                                  |       |       |
|     | Gabriel Formiggini                 | Violinist und Orchesterleiter                                                                                     |       |       |
|     | Leopoldo Fregoli                   | italienischer Verwandlungskünstler                                                                                |       |       |
|     | Georges Garnier                    | französischer Fußballspieler                                                                                      |       |       |
|     | Heinrich Gathemann                 | namibischer Bürgermeister                                                                                         |       |       |
|     | Louis Gaudin                       | französischer Plakatkünstler und Kostümbildner                                                                    |       |       |
|     | Alfred de Glehn                    | Maschinenbau-Ingenieur                                                                                            |       |       |
|     | Konrad Hahn                        | deutscher Verwaltungsjurist                                                                                       |       |       |
|     | Hanna Harder                       | deutsche Frauenrechtlerin und Politikerin                                                                         |       |       |
|     | He Dog                             | indianischer Häuptling der Oglala-Lakota-Sioux                                                                    |       |       |
|     | Édouard Herzen                     | belgischer Chemiker                                                                                               |       |       |
|     | Jaroslav Hilbert                   | tschechischer Dramatiker, Prosaist, Theaterkritiker, Publizist und Memoirenautor                                  |       |       |
|     | Arthur Hirth                       | deutscher Maler, Zeichner und Verleger                                                                            |       |       |
|     | Robert Wilhelm Horn                | deutscher Schriftsteller                                                                                          |       |       |
|     | Ernst Hunkel                       | deutscher, völkischer Lebensreformer                                                                              |       |       |
|     | Andreu Ivars                       | valencianischer Franziskaner, Priester und Kirchenhistoriker                                                      |       |       |
|     | Occide Jeanty                      | haitianischer Komponist                                                                                           |       |       |
|     | Alibhoy Mulla Jeevanjee            | indischer Kaufmann und Unternehmer                                                                                |       |       |
|     | William Jones                      | Gründer der Jones Brewing Company                                                                                 |       |       |
|     | Josef Kerschensteiner              | deutscher Tiermaler                                                                                               |       |       |
|     | Johannes Klass                     | deutscher Architekt und Baubeamter                                                                                |       |       |
|     | Georg Klaußner                     | deutscher Landwirt, Gewerkschafter und Politiker (USPD, SPD), MdL                                                 |       |       |
|     | Karl Klimsch                       | deutscher Maler und Grafiker                                                                                      |       |       |
|     | Hermann Koechling                  | deutscher Rechtsanwalt und Notar                                                                                  |       |       |
|     | Heinrich Justus König              | deutscher Maler                                                                                                   |       |       |
|     | Albin Körösi                       | ungarischer Romanist, Hispanist, Katalanist, Übersetzer und Literaturwissenschaftler                              |       |       |
|     | Friedrich Krafft                   | deutscher Politiker, Bürgermeister von Ludwigshafen am Rhein                                                      |       |       |
|     | Georg Kunisch                      | deutscher Schwimmer und Olympiateilnehmer                                                                         |       |       |
|     | Lothar von Kunowski                | deutscher Maler und Zeichner                                                                                      |       |       |
|     | Heinrich Laß                       | deutscher Verwaltungsbeamter                                                                                      |       |       |
|     | Bob Lymburne                       | kanadischer Skispringer                                                                                           |       |       |
|     | Mihran Mardirossian                | armenischer Publizist                                                                                             |       |       |
|     | Martí de Barcelona                 | katalanischer Kapuziner                                                                                           |       |       |
|     | James Marwick                      | schottischer Unternehmer                                                                                          |       |       |
|     | Howard Lee McBain                  | US-amerikanischer Politologe                                                                                      |       |       |
|     | Harriet Monroe                     | US-amerikanische Dichterin und Literaturkritikerin                                                                |       |       |
|     | Friedrich Morg                     | deutscher Richter                                                                                                 |       |       |
|     | John Alfred Nehrman                | schwedischer Maler und Illustrator                                                                                |       |       |
|     | Ngawang Kalsang                    | tibetischer buddhistischer Mystiker                                                                               |       |       |
|     | Anders Nilsson                     | schwedischer Offizier, Ingenieur, Stadtplaner und Politiker                                                       |       |       |
|     | Kapriel Noradungyan                | osmanischer Außenminister                                                                                         |       |       |
|     | Julien Ochsé                       | französischer Schriftsteller                                                                                      |       |       |
|     | Louis Oppenheim                    | deutscher Gebrauchsgraphiker und Künstler                                                                         |       |       |
|     | Henry F. Ortlieb                   | Präsident der Henry F. Ortlieb Brewing Company                                                                    |       |       |
|     | Papken I.                          | armenischer Geistlicher, Koadjutor-Katholikos des Großen Hauses von Kilikien der Armenischen Apostolischen Kirche |       |       |
|     | Jeanne Paquin                      | französische Modeschöpferin                                                                                       |       |       |
|     | George C. Parker                   | US-amerikanischer Betrüger und Fälscher                                                                           |       |       |
|     | Fortunato Pereira Gamba            | kolumbianischer Ingenieur und Professor                                                                           |       |       |
|     | Siegfried Philippi                 | deutscher Theaterschauspieler, Theaterregisseur, Filmregisseur und Drehbuchautor                                  |       |       |
|     | Thomas Rupert Phillips             | englischer Sportler                                                                                               |       |       |
|     | Jacob Pleßner                      | Berliner Bildhauer                                                                                                |       |       |
|     | Zula Pogorzelska                   | polnische Sängerin, Schauspielerin und Tänzerin                                                                   |       |       |
|     | Frederick Cuthbert Poole           | britischer Offizier, zuletzt Generalmajor                                                                         |       |       |
|     | Aristomenis Provelengios           | griechischer Politiker und Autor                                                                                  |       |       |
|     | Erwin Reusch                       | deutscher Plakatkünstler und Werbegrafiker                                                                        |       |       |
|     | Wilhelm Heinrich Rohmeyer          | deutscher Maler, Grafiker und Möbeltischler                                                                       |       |       |
|     | Gustaf Romin                       | schwedischer Landschafts-, Marine-, Kriegs- und Genremaler                                                        |       |       |
|     | Jan Rosen                          | polnischer Schlachtenmaler                                                                                        |       |       |
|     | Urani Rumbo                        | albanische Feministin, Lehrerin und Dramatikerin                                                                  |       |       |
|     | Sai Jinhua                         | chinesische Unternehmerin                                                                                         |       |       |
|     | Harry Hermann Salomon              | britischer Porträtmaler der Düsseldorfer Schule, Fotograf                                                         |       |       |
|     | Albert Seibel                      | französischer Arzt und Rebzüchter                                                                                 |       |       |
|     | Otto Senffleben                    | deutscher protestantischer Theologe                                                                               |       |       |
|     | Nikolaus Steinbach                 | deutscher Bildhauer                                                                                               |       |       |
|     | Oscar Tellgmann                    | deutscher Hof- und Militär-Fotograf                                                                               |       |       |
|     | Albert Thibaudet                   | französischer Literaturkritiker und Schriftsteller                                                                |       |       |
|     | Joseph D. Unwin                    | englischer Hochschullehrer                                                                                        |       |       |
|     | Henri Vaquez                       | französischer Internist und Kardiologe                                                                            |       |       |
|     | Horacio Vásquez                    | Staatspräsident der Dominikanischen Republik                                                                      |       |       |
|     | Leo Wegener                        | deutscher Nationalökonom und Wirtschaftsfunktionär                                                                |       |       |
|     | John Woodroffe                     | britischer Richter und Rechtswissenschaftler                                                                      |       |       |
|     | Lucian Zabel                       | deutscher Grafiker                                                                                                |       |       |